# Jeanie Macpherson
Jeanie Macpherson est une actrice et scénariste américaine née le 18 mai 1887 à Boston, Massachusetts (États-Unis), morte le 26 août 1946 à Los Angeles (États-Unis).

## Biographie
Comme scénariste, elle a beaucoup travaillé pour Cecil B. DeMille.

## Filmographie

### comme actrice
- 1908 : The Fatal Hour de D. W. Griffith
- 1908 : The Devil de D. W. Griffith
- 1908 : Father Gets in the Game de D. W. Griffith
- 1908 : Le Vœu du vaquero (The Vaquero's Vow) de D. W. Griffith
- 1908 : Cacher un voleur (Concealing a Burglar) de D. W. Griffith : Dinner Guest
- 1908 : La Mégère apprivoisée (The Taming of the Shrew) de D. W. Griffith : Wedding Party
- 1908 : Le Clubman et le Voleur (The Clubman and the Tramp) de D. W. Griffith : Dinner Guest
- 1908 : Money Mad de D. W. Griffith : Bank Customer
- 1908 : Mrs. Jones Entertains de D. W. Griffith : The Maid
- 1908 : Le Gage de l'amitié (The Test of Friendship) de D. W. Griffith
- 1908 : The Christmas Burglars de D. W. Griffith : Customer
- 1908 : Mr. Jones at the Ball de D. W. Griffith : Guest at Ball
- 1909 : One Touch of Nature de D. W. Griffith
- 1909 : The Criminal Hypnotist de D. W. Griffith : une invitée
- 1909 : Mr. Jones Has a Card Party de D. W. Griffith : une invitée
- 1909 : A Wreath in Time de D. W. Griffith : At Stage Door
- 1909 : Tragic Love de D. W. Griffith
- 1909 : The Curtain Pole de D. W. Griffith : organisatrice de la fête / Nurse à la poussette
- 1909 : The Medicine Bottle
- 1909 : Trying to Get Arrested
- 1909 : A Rude Hostess : Maid (unconfirmed)
- 1909 : Confidence de D. W. Griffith
- 1909 : Lady Helen's Escapade : Second Maid (unconfirmed)
- 1909 : Her First Biscuits : Secretaire
- 1909 : The Faded Lilies
- 1909 : The Peachbasket Hat : Au magasin
- 1909 : Le Message (The Message) de D. W. Griffith
- 1909 : With Her Card
- 1909 : The Seventh Day
- 1909 : Lines of White on a Sullen Sea
- 1909 : A Sweet Revenge : Alice Baross, la deuxième fiancée
- 1909 : A Midnight Adventure
- 1909 : The Open Gate : One of Hetty's Relatives
- 1909 : The Trick That Failed : At Gallery
- 1909 : In the Window Recess : Caller
- 1909 : The Death Disc: A Story of the Cromwellian Period : One of the Wife's Companions
- 1909 : À travers les brisants (Through the Breakers) de D. W. Griffith : Caller / At the Soiree
- 1909 : Les Spéculateurs (A Corner in Wheat) de D. W. Griffith : Banquet Guest / Visitor to the Grain Elevator
- 1909 : In a Hempen Bag : Couple on Road
- 1909 : In Little Italy de D. W. Griffith : jeune fille au bal
- 1909 : To Save Her Soul : In Audience
- 1909 : The Day After : Party Guest
- 1910 : The Call
- 1910 : The Newlyweds
- 1910 : The Way of the World
- 1910 : An Affair of Hearts
- 1910 : The Impalement
- 1910 : A Victim of Jealousy
- 1910 : A Child's Faith (it) de David Wark Griffith : Well-Wisher
- 1910 : A Flash of Light (en) de D. W. Griffith
- 1910 : A Salutary Lesson : A Friend
- 1910 : The Usurer : At Luncheon
- 1910 : An Old Story with a New Ending : In Factory
- 1910 : A Summer Idyll : At Party
- 1910 : Little Angels of Luck : At Work
- 1910 : A Mohawk's Way : Indian
- 1910 : In Life's Cycle
- 1910 : The Oath and the Man : Aristocrat
- 1910 : The Iconoclast
- 1910 : A Gold Necklace (it)de Frank Powell : A Friend
- 1910 : The Message of the Violin : At Reception
- 1910 : Two Little Waifs : A Maid
- 1910 : Waiter No. 5 : A Maid
- 1910 : The Fugitive : Woman in Farewell Crowd
- 1910 : Sunshine Sue : Sweatshop Employee / Piano Store Employee
- 1910 : The Troublesome Baby
- 1910 : Love in Quarantine
- 1910 : A Plain Song : Storemate
- 1910 : A Child's Stratagem : The Secretary
- 1910 : The Golden Supper : Flower Girl
- 1910 : His Sister-In-Law : Wedding Guest
- 1910 : The Lesson : A Friend
- 1910 : Winning Back His Love : A Servant
- 1911 : The Two Paths : At Party
- 1911 : The Italian Barber : At Ball
- 1911 : The Midnight Marauder
- 1911 : Help Wanted
- 1911 : His Trust : Woman at farewell
- 1911 : His Trust Fulfilled : Woman in wedding group
- 1911 : A Wreath of Orange Blossoms : A Friend of the Bride
- 1911 : Heart Beats of Long Ago : At the Ball
- 1911 : Fisher Folks : At Wedding
- 1911 : Conscience : A Maid
- 1911 : Conscience : The Maid
- 1911 : La Télégraphiste de Lonedale (The Lonedale Operator) : In Payroll Office
- 1911 : The Spanish Gypsy : Mariana
- 1911 : The Broken Cross : Boarder
- 1911 : The Chief's Daughter : Indian
- 1911 : Madame Rex
- 1911 : A Knight of the Road : In Kitchen
- 1911 : The New Dress : At Wedding / At Market
- 1911 : The Crooked Road : In Pawnshop
- 1911 : Enoch Arden: Part I : On the Beach
- 1911 : Enoch Arden: Part II : Ray's Maid
- 1911 : Bobby, the Coward : On Street
- 1911 : La Dernière Goutte d'eau : In Wagon Train
- 1911 : Out from the Shadow : The Young Widow
- 1911 : The Ruling Passion : At Dock
- 1911 : The Blind Princess and the Poet
- 1911 : The Village Hero : Villager
- 1911 : Home
- 1911 : A Man for All That
- 1912 : The Two Flats
- 1912 : The Eternal Mother : In Field
- 1912 : Mother and Daughters : First Daughter
- 1912 : Her Polished Family
- 1912 : The Butler and the Maid
- 1912 : The High Cost of Living (it)
- 1912 : The Wooden Indian
- 1912 : Revenge Is Sweet
- 1912 : Mary Had a Little Lamb : Teacher
- 1912 : The Trysting Tree
- 1912 : The Wreckers
- 1912 : The Wrecker's Daughter
- 1912 : The Toll of the Sea
- 1912 : A Man
- 1913 : On Burning Sands
- 1913 : The Rugged Coast
- 1913 : In a Roman Garden
- 1913 : The Violet Bride
- 1913 : The Tarantula
- 1913 : The Awakening
- 1913 : The Proof : Edith Norton, John's Wife
- 1913 : The Sea Urchin : The Girl
- 1913 : The Moth and the Flame
- 1914 : The Desert's Sting
- 1914 : The Leper's Coat
- 1914 : The Trap
- 1914 : The Merchant of Venice : Nerissa
- 1914 : The Outlaw Reforms : Mary
- 1914 : The Undertow
- 1914 : Rose of the Rancho
- 1914 : The Ghost Breaker : Juanita, Carmen's rival
- 1915 : La Fille du Far West (The Girl of the Golden West), de Cecil B. DeMille : Nina
- 1915 : The Captive : Milka
- 1915 : Kindling de Cecil B. DeMille : Mrs. Burke-Smith's French Maid
- 1915 : Carmen : Gypsy girl
- 1917 : The Missing Wallet

### comme scénariste
- 1913 : The Sea Urchin d'Edwin August
- 1913 : Red Margaret, Moonshiner d'Allan Dwan
- 1914 : The Lie d'Allan Dwan
- 1915 : Forfaiture (The Cheat), de Cecil B. DeMille
- 1915 : Chimmie Fadden Out West de Cecil B. DeMille
- 1916 : Le Cœur de Nora Flynn (The Heart of Nora Flynn) de Cecil B. DeMille
- 1916 : The Love Mask de Frank Reicher
- 1916 : Jeanne d'Arc (Joan the woman) de Cecil B. DeMille
- 1916 : The Dream Girl de Cecil B. DeMille
- 1917 : La Petite Américaine (The Little American) de Cecil B. DeMille et Joseph Levering
- 1917 : Les Conquérants (The Woman God Forgot) de Cecil B. DeMille
- 1917 : Le Talisman (The Devil-Stone) de Cecil B. DeMille
- 1918 : Le Rachat suprême (The Whispering Chorus) de Cecil B. DeMille
- 1918 : La Proie pour l'ombre (Old Wives for New) de Cecil B. DeMille
- 1918 : Till I Come Back to You de Cecil B. DeMille
- 1919 : L'Admirable Crichton (Male and Female) de Cecil B. DeMille
- 1920 : L'amour a-t-il un maître ? (Something to Think About) de Cecil B. DeMille
- 1921 : Le cœur nous trompe (The Affairs of Anatol) de Cecil B. DeMille
- 1921 : Le Fruit défendu (Forbidden Fruit) de Cecil B. DeMille
- 1922 : Le Détour (Saturday Night) de Cecil B. DeMille
- 1922 : Le Réquisitoire (Manslaughter) de Cecil B. DeMille
- 1923 : La Rançon d'un trône (Adam's Rib) de Cecil B. DeMille
- 1924 : Triomphe (Triumph) de Cecil B. DeMille
- 1925 : L'Empreinte du passé (The Road to Yesterday) de Cecil B. DeMille
- 1926 : Red Dice de William K. Howard
- 1926 : Her Man o' War de Frank Urson
- 1926 : Young April de Donald Crisp
- 1929 : Dynamite de Cecil B. DeMille
- 1929 : La Fille sans dieu ou Les Damnés du cœur (The Godless Girl) de Cecil B. DeMille
- 1930 : Madame Satan (Madam Satan) de Cecil B. DeMille
- 1933 : Fra Diavolo (The Devils' Brother) de Hal Roach et Charley Rogers
- 1938 : Les Flibustiers (The Buccaneer) de Cecil B. DeMille
- 1939 : Land of Liberty (documentaire)
- 1958 : Les Boucaniers (The Buccaneer) d'Anthony Quinn